# فرودگاه سالیناگوننیسن
فرودگاه سالیناگوننیسن (به انگلیسی: Salina-Gunnison Airport) یک فرودگاه همگانی بهره‌برداری هوایی با کد یاتا SBO است که یک باند فرود آسفالت دارد و طول باند آن ۱۱۷۵ متر است. این فرودگاه در کشور ایالات متحده آمریکا قرار دارد و در ارتفاع ۱۵۷۲ متری از سطح دریا واقع شده است.